# Kujavy
Kujavy (en allemand : Klantendorf) est une commune du district de Nový Jičín, dans la région de Moravie-Silésie, en République tchèque. Sa population s'élevait à 536 habitants en 2021.

## Géographie
Kujavy se trouve à 6 km à l'est-sud-est de Fulnek, à 13 km au nord-nord-ouest de Nový Jičín, à 25 km au sud-ouest d'Ostrava et à 257 km à l'est-sud-est de Prague.
La commune est limitée par Fulnek à l'ouest, au nord et au nord-est, par Bílov et Pustějov à l'est, et par Hladké Životice au sud.

## Histoire
La première mention écrite de la localité date de 1337.

## Transports
Par la route, Kujavy se trouve à 5 km de Fulnek, à 15 km de Nový Jičín, à 38 km d'Ostrava et à 324 km de Prague.